# Laura López (nadadora sincronizada)
Laura López Valle (Valladolid, 24 de abril de 1988) é uma nadadora sincronizada espanhola, medalhista olímpica. 

## Carreira
Laura López representou seu país nos Jogos Olímpicos de 2008, ganhando a medalha de prata por equipes em Pequim. 